# Kevin Pecqueux
Kevin Pecqueux is een Belgische voetballer. Hij speelt vooral als middenvelder.

## Biografie
Pecqueux maakte zijn debuut in Eerste Klasse tijdens het seizoen 2000/01 bij Excelsior Moeskroen. Na vijf seizoenen trok hij naar KV Kortrijk, waarmee hij in Tweede klasse uitkwam. In 2005 trok hij voor het eerst naar het buitenland, namelijk naar de Franse vierdeklasser ES Wasquehal. Na passages bij KM Torhout, KV Oostende en KVK Ieper trok hij in 2010 naar het Griekse Thrasyvoulos Fylis, waarhij uiteindelijk moest vertrekken wegens financiële problemen. KVK Ieper wilde hem opnieuw aantrekken, maar wachtte op een uitspraak van de UEFA om na te gaan of Pecqueux nu wel of niet transfervrij was. Zijn volgende club werd uiteindelijk eersteprovincialer Sassport Boezinge. Ook dat verblijf was van korte duur: hij tekende een contract bij derdeklasser SK Deinze voor het seizoen 2012/2013.